# Чугуївка (Харків)
Чугуївка — історична житлова та промислова місцевість міста Харкова. Оскільки місцевість переважно промислова, тут проживає загалом кілька тисяч мешканців.

## Історія
Район розташований біля вантажно-пасажирської станції Харків-Слобідський. Утворився наприкінці XIX століття з будівництвом ХПЗ — Харківського паровозобудівного заводу (1896), зараз завод імені Малишева, і Харківсько-Балашовської залізниці, товариства Південно-Східних залізниць — лінія Харків — Балашов (1895).
Зважаючи на значну віддаленість (станом на 1895—1889рр) пасажирського вокзалу від житлової зони міста, з урахуванням побажань містян, було забезпечено до 1901 року регулярне залізничне сполучення зі станцією «Харків-Пасажирський».

## Межі
- З півночі район обмежений проспектом Героїв Харкова,
- із заходу — приватним сектором західніше вулиць Добровольців та Польової,
- з півдня — під'їзними залізничними шляхами заводу імені Малишева та селищем Артема,
- зі сходу — вулицею Морозова, парком Машинобудівників та селищем Артема.

## Транспортні комунікації
- Основною є вулиця Георгія Тарасенка.
- вулиця Польова пов'язана з проспектом Гагаріна і в протилежному напрямку — з проспектом Героїв Харкова.
- Вулиця Морозова пов'язує проспект Героїв Харкова з проспектом Байрона.

З Холодною горою та Роганським масивом Чугуївку пов'язує Холодногірсько-Заводська лінія метро, від станції Завод імені Малишева.
Лінія п'ятого трамваю [Архівовано 17 жовтня 2011 у Wayback Machine.] пов'язує з Одеською та Південний вокзалом.
Лінія електрички пов'язує з Люботином.

## Пам'ятки
- Три танки — пам'ятники (БТ-7 та інші на території заводу імені Малишева).

## Підприємства
- Завод імені Малишева.
- Харківський велосипедний завод.
- Станція Харків-Слобідський.
- ХВРЗ на вул. Добровольців.
- Комунальне підприємство Харківські теплові мережі [Архівовано 20 липня 2014 у Wayback Machine.].